# Dufourea fimbriata
Dufourea fimbriata là một loài Hymenoptera trong họ Halictidae. Loài này được Cresson mô tả khoa học năm 1878.